# Feusines
Feusines – miejscowość i gmina we Francji, w Regionie Centralnym, w departamencie Indre.
Według danych na rok 1990 gminę zamieszkiwały 214 osoby, a gęstość zaludnienia wynosiła 17 osób/km² (wśród 1842 gmin Centre, Feusines plasuje się na 925. miejscu pod względem liczby ludności, natomiast pod względem powierzchni na miejscu 1010.).